# Tecnica del canto
La tecnica del canto è quell'insieme di accorgimenti, appresi con l'allenamento e lo studio, necessari ai cantanti per evitare  danni alla laringe e per ottenere al contempo una voce timbricamente gradevole, potente e con un'ampia gamma cantabile, cioè un'estensione vocale dalla nota più bassa alla più alta in cui il timbro sia omogeneo e l'intonazione corretta e stabile.
Tutti, più o meno, possono cantare una canzone. Molti di meno invece riescono a cantare più canzoni di seguito, anche semplici: dopo qualche minuto un cantante improvvisato comincerà a sentire mal di gola, e la sua voce inizierà a farsi rauca e sfiatata; se nonostante tutto continua a cantare, di lì a poco si ritrova afono, e corre il rischio di procurarsi un edema.
Questo accade perché, istintivamente, il cantore di cui sopra usa la sua voce come se parlasse. Ma l'uso della voce che si fa normalmente, sebbene sufficiente allo scopo di parlare, imporrebbe alla laringe delle sollecitazioni notevoli nel caso del canto: per poter cantare per ore senza danni, senza sforzo e con una voce sempre gradevole, il cantante deve adattare la sua voce in modo diverso, utilizzando particolari modalità di gestione della respirazione, dell'uso indiretto delle corde vocali, degli spazi presenti nella zona di risonanza posta tra laringe-faringe-labbra (vocal tract) che si apprendono attraverso lo studio, l'allenamento e l'auto-osservazione. Si parla quindi di un "accordo" di tipo "pneumofonico risonanziale" (pneumo=aria, fonico=corde vocali, risonanziale=vocal tract).
L'emissione sonora è basata sugli stessi organi, situati nella stessa zona del corpo umano, che funzionano nel medesimo modo in base agli stessi principi: ciò che varia è la modalità di gestione volontaria diretta o indiretta di tali organi.

## La voce naturale
Il suono della voce nasce dalla vibrazione della corde vocali poste all'interno della laringe, provocata dal flusso d'aria emessa dai polmoni e la nota è stabilita dalla velocità di vibrazione determinata da proprietà fisiche delle corde vocali (lunghezza e spessore) variabili tramite l'azione di alcuni muscoli della gola. La regolazione è un fatto istintivo. Sempre istintivamente una persona usa, parlando, il minimo flusso d'aria necessario per far vibrare la propria laringe: la gestione della respirazione è quindi limitata a tale aspetto. Come studiato e dimostrato già da Giovan Battista de Lorenzi, i suoni umani sono generati dalle "corde vocali" ma trattare la voce esclusivamente come uno strumento a corda è un errore; qualunque di essa quando attraversata da un flusso d'aria non può emettere suoni del tipo umano. Si può quindi pensare alle corde vocali come uno strumento ad ancia "variabile" e vibrante come una corda.
Non è inoltre necessario porre alcun accorgimento al modo in cui il suono attraversa le zone del vocal tract poiché quanto appreso in prima infanzia per il parlato risulta sufficiente, se non sono presenti errori di fonazione che richiedono l'intervento di un logopedista.

## La voce impostata
I cantanti, viceversa, hanno bisogno di usare la voce a lungo e a volume molto intenso, ma mai forzato, pena un danno all'intonazione, alla morbidezza e alla dinamica del suono: il meccanismo istintivo di fonazione, per loro, non è più sufficiente. Il sistema di fonazione usato nel canto classico (ma in parte anche nel teatro di prosa) è la cosiddetta impostazione o voce impostata: si tratta di sfruttare al meglio una o più delle cavità orofaringee, come cassa di risonanza secondo il principio sfruttato in molti strumenti musicali. Va inoltre gestita in modo del tutto peculiare la respirazione diaframmatica e va curato il risultato ottenuto in base alla lunghezza della "frase musicale" e delle note che si devono eseguire.
Per fare tutto ciò sono necessari due requisiti basilari:
- dosare, durante il suono in espirazione, dai polmoni, un flusso d'aria continuo e maggiore del normale: da qui l'importanza fondamentale del controllo della respirazione e dei muscoli coinvolti, diaframma e muscoli addominali superiori e inferiori, che devono costantemente supportare l'uscita del suono, mantenendo la cassa toracica il più possibile aperta;
- imparare, con l'autosservazione e l'aiuto di un maestro, a modellare gola, palato, lingua e labbra per mantenere la stessa risonanza al variare della nota che si sta cantando.

"Posizione" del suono e "apnea" del fiato sono dunque due elementi fondamentali e simultanei del canto cosiddetto "sul fiato" o "appoggiato", tramite il quale la voce risulta, a chi ascolta, sempre raccolta "in maschera", vale a dire con una risonanza atta ad ottenere il massimo volume con il minimo sforzo, tramite un suono che sembra letteralmente "galleggiare" sul fiato, che lo sostiene costantemente tramite l'azione dei muscoli addominali inferiori ritratti all'indentro. La giusta "posizione" si ottiene tramite un controllo mentale costante della sorgente sonora non sulle corde, ma sulla parte alta del volto, al fine di mantenere larga e libera la gola e sollevato il palato molle, senza mai arrestare il flusso del fiato, senza chiudere lo spazio retrostante (con conseguente spostamento della posizione del suono, ad esempio avanti nel volto o nel naso, un falso concetto di canto nella maschera, in realtà troppo "basso"), cose che comporterebbero una risalita immediata del diaframma, una chiusura della gola, una contrazione muscolare, e che si verificano ad esempio quando si grida o si canta male, anche la musica leggera, o quando si produce un suono muto forzato nel naso o nella gola.
L'apnea nel canto consente da una parte di controllare il fiato grazie al gioco della cintura muscolare costale e addominale, frenando la risalita immediata del diaframma, ma a differenza della normale apnea, non trattiene il fiato, che deve "sostenere" costantemente il suono alto nella cavità frontali: attraverso l'azione simultanea di queste due spinte contrastanti, si realizza il perfetto "appoggio" del suono (vale a dire un suono emesso col controllo dell'espirazione). Le corde vocali entrano allora in vibrazione senza sforzo, e lo stesso suono dà al cantante la sensazione di essere decisamente "sganciato" dalla gola e "agganciato" alla zona alta della maschera (esternamente fra gli occhi) per ogni nota emessa, ogni altezza e per tutta la lunghezza della frase da cantare. È un'operazione in sé facile ma lunga da ottenere, spesso frutto di anni, che si raggiunge più con esercizi sul "piano" che sul "forte" o sul "mezzoforte", più sulle note medio-gravi che acute, ma dipende dall'ampiezza naturale della voce e dalla predisposizione naturali. La giusta posizione e il galleggiamento costante sul fiato tramite il palato molle alzato, permettono di rinforzare o diminuire l'intensità del suono, senza mai modificare né l'apertura della gola né la risonanza "in maschera" (che sarà molto alta nella testa): è la cosiddetta messa di voce, vera prova del nove della voce correttamente impostata.
Cantando con la voce impostata si avverte sempre una sensazione di vibrazione nella risonanza, che può variare a seconda della particolare cavità che sta risuonando: normalmente è localizzata alla radice del naso, ma può anche essere nella fronte per i suoni più acuti, e in parte anche nel petto per le note più gravi. Si può anche avvertire il suono "correre" lungo il palato e premere contro gli incisivi superiori. Viceversa, le corde vocali "scompaiono" quasi, e se la tecnica è corretta non si hanno sensazioni particolari a livello delle stesse, che sono molto poco sollecitate: anzi, capita spesso che dopo aver cantato mezz'ora o più con voce impostata ci si senta la gola perfettamente riposata e fresca, pronta a ricominciare.
La voce impostata risulta in chi ascolta omogenea in tutta la gamma, dal grave all'acuto, ed è caratterizzata da suoni intervocalici, "verticali", ottenuti attraverso la cosiddetta "copertura".

## I registri della voce
Si definisce registro vocale l'insieme delle azioni muscolari e tendinee della laringe che inducono una specifica modalità di vibrazione delle corde vocali eseguita per l'emissione di un suono, nel caso, una nota. Difatti le corde vocali vibrano in maniera diversa ed assumono posizioni differenti in relazione alla frequenza della nota emessa. L'educazione vocale intende perfezionare l'utilizzo dei registri senza alcuno sforzo. Lo studio della tecnica del canto la completa con lo scopo dell'ottimizzazione dei registri durante l'esecuzione di una "frase musicale" congiuntamente ai concetti di posizione ed appoggio descritti poco sopra.
È diffusa la suddivisione dei registri in base alla idea di risonanza della nota cantata: tuttavia questa peculiarità acustica è legata più ad un principio fisico e non ha nulla a che vedere con la modalità di vibrazione delle corde vocali. La denominazione dei registri è storicamente legata alla parte del corpo che entra in risonanza durante il canto. La vibrazione delle corde vocali sarebbe inavvertibile senza un elemento che la facesse risuonare. Se risuona la cassa toracica o almeno il mediastino, in particolare durante l'esecuzione di note di frequenza bassa, la voce si dice in registro di petto; se risuona, per note maggiormente acute, solo nella gola, si dice in registro di gola (e viene evitata assolutamente durante il canto perché produce un suono debole, stridulo e poco gradevole); se risuona in testa sfruttandone le cavità (compresi i seni nasali e frontali), durante l'esecuzione di note molto acute, si dice in registro di testa.
Poiché le azioni di muscoli e tendini sono congiunte e continue sull'estensione vocale, esiste anche una modalità intermedia tra il registro di petto ed il registro di testa detta registro misto. L'uso di un registro piuttosto che di un altro è peculiare della nota e del cantante, oltre ad essere non intenzionale ma bensì del tutto automatico e naturale.
Particolare abilità serve per passare da un registro all'altro in modo non avvertibile (possibilmente evitando il registro di gola); l'esecuzione dei vocalizzi permette di esercitarsi in questa particolarità esecutiva.
Un cantante completo è in grado di sfruttare più di una cavità per impostare la voce, ottenendo in questo modo una gamma di suoni cantabili molto maggiore. Generalmente ad essere maggiormente sfruttate sono le tre cavità principali (trachea, orofaringe e rinofaringe): ma esistono cantanti particolarmente dotati in grado di sfruttarle tutte, fino a quelle più alte, i seni frontali, ed ottenere estensioni straordinarie anche di quattro ottave cantabili.

## L'articolazione delle parole
Cambiando il sistema di emissione del suono, cambia anche il modo di articolare le parole. Come abbiamo visto, la voce impostata si basa sulla risonanza e su un flusso costante d'aria: perciò è semplice emettere le vocali (tranne la a, che essendo molto aperta rende difficile mantenere la risonanza) e relativamente semplice emettere le consonanti sonore (m, n, b, ...). Diventa invece problematica l'emissione delle consonanti sorde (t, f, p, ...): la pronuncia di queste consonanti implica infatti l'interruzione del flusso d'aria, che, se compiuta bruscamente come nella pronuncia normale, provoca un durissimo contraccolpo che rischia di danneggiare seriamente le corde vocali, le quali devono assorbire tutta l'energia accumulata nella cavità risonante (chiusa dall'altro lato dai denti e dalla lingua). Per questo la pronuncia delle consonanti sorde nel canto è in realtà una non pronuncia: per esempio la c si pronuncia alla toscana, come una specie di h; la t si elide, interrompendo l'emissione del suono per un attimo ma senza accostare la lingua ai denti; la r si pronuncia sempre all'italiana, mai alla francese. Una misura della bontà della tecnica di un cantante è quanto bene riesce a far capire il testo del pezzo mentre canta.

## La tecnica del canto moderno
La tecnica fondamentale del canto è la stessa sia nel canto lirico che in quello moderno: essa insegna ad utilizzare correttamente ogni voce sfruttandone appieno le possibilità ma mantenendola sempre all'interno delle caratteristiche tipiche del suo registro, che ha particolari peculiarità timbriche, estensive e volumetriche, nonché di agilità. È molto importante quindi che il cantante scelga un repertorio adatto alla propria voce, e ciò al di là della possibilità di trasportare il brano nella tonalità più comoda o di variarne l'arrangiamento per adattarlo a sé. Ciò non deve generare confusione nella classificazione delle voci: la capacità di ciascuno di cantare facilmente le note gravi della sua estensione non deve affatto costringere la voce a muoversi solo nella zona grave e tanto meno indurre il cantante a scurirla forzatamente, perché questa pratica ne riduce progressivamente la capacità estensiva verso gli acuti (e nel tempo le corde vocali si ispessiscono, similmente a come avviene nei fumatori).
L'articolazione nello stile moderno risulta alquanto differente dalla lirica: l'amplificazione rende meno pressante l'esigenza di fornire potenza sonora, a tutto vantaggio dell'intelligibilità della parola affinché il messaggio arrivi più facilmente all'ascoltatore. Per questo la tecnica del canto moderno si differenzia da quella classica soprattutto nel passaggio di registro, perché si cerca di ritardare l'intervento del registro "di testa" e di sfruttare invece appieno il registro detto "di maschera": ciò avviene eliminando il meccanismo di copertura e sostituendolo da un'apertura, benché accompagnata dal corretto movimento laringo-faringeo (tecnica dello sbadiglio).
Uno dei punti più importanti riguarda l'attacco del suono, che, anche nello stile moderno, deve attuarsi dolcemente (anche se, in maniera sporadica e soprattutto non nella zona acuta — in cui le corde sono più sottili e quindi più vulnerabili —, sono accettati degli attacchi più incisivi), sempre nell'assoluto rispetto delle caratteristiche di robustezza di ogni laringe.
Il raclage (suono sporco) viene talvolta usato per questioni interpretative in alcuni passaggi delle canzoni di stile moderno, ma non bisogna mai dimenticare i rischi di un abuso di questa pratica (scorretta dal punto di vista tecnico) a livello delle corde vocali, per la possibile insorgenza di deformazioni del bordo cordale (noduli, polipi, ecc.); un aiuto per salvaguardarle è senz'altro quello di focalizzare l'attenzione sulla gola e sul suono durante e dopo questa pratica, perché il forte calore che si avverte è un segno tangibile del livello di attrito che stiamo producendo con lo sfregamento delle corde.
La tecnica vocale nel canto moderno quindi non intende spersonalizzare il cantante o stereotiparlo in uno stile vocale ricco di virtuosismi melodici di stampo afro-americano (gospel) o jazzistico, ma mira soprattutto a diffondere la cultura della voce e a salvaguardarla nel tempo, abbandonando modelli scorretti e andando alla ricerca di uno stile personale che rispetti e si adatti perfettamente allo strumento naturale con cui siamo nati.